# Artyinszki

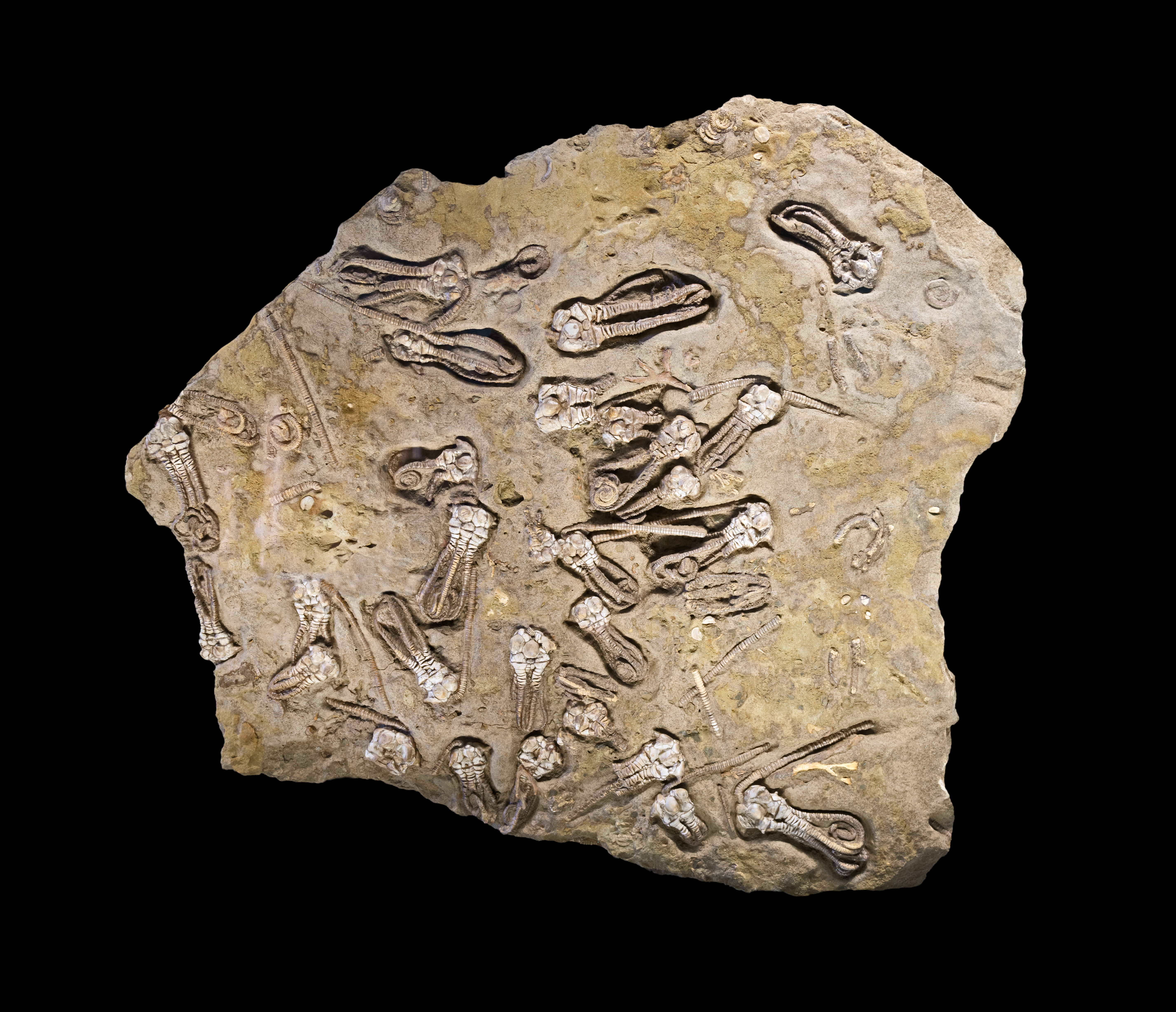
Jimbacrinus bostocki Artyinszki Ausztrália

Az artyinszki a kora perm földtörténeti kor négy korszaka közül a harmadik, amely 290,1 ± 0,26 millió évvel ezelőtt (mya) kezdődött a szakmarai korszak után, és 283,5 ± 0,6 mya zárult a kunguri korszak kezdetekor.
Nevét az urál-hegységi Artya folyóról, illetve Artyi városáról kapta. Az elnevezést Alekszandr Petrovics Karpinszkij orosz geológus vezette be a szakirodalomba 1874-ben. Ekkor még a ma külön korszakokként meghatározott asszeli és szakmarai korszakok által felölelt időt is az artyinszki részének tekintették.

## Meghatározása
A Nemzetközi Rétegtani Bizottság meghatározása szerint az artyinszki emelet alapja (a korszak kezdete) a Sweetognathus whitei és a Mesogondolella bisselli konodontafajok megjelenésével kezdődik. Az emelet tetejét (a korszak végét) a Neostreptognathodus pnevi és a Neostreptognathodus exculptus konodontafajok megjelenése jelzi.